# Me'ir Friedmann
Me'ir (Iš Šalom) Friedmann (10. července 1831, Kružná, Gemersko-malohontská župa – 26. listopadu 1908, Vídeň) byl rakousko-uherský židovský učenec. Jeho vydání midrašů se stala standardy. Jeho hlavním počinem bylo vydání Sifre (1864), Mechilty (1870) a Pesikty rabati (1880).

## Dílo
Friedmann se věnoval hlavně editaci starých midrašů, ke kterým přidal kritické poznámky a cenné úvody. Tyto poznámky, psané klasickým rabínským stylem, jsou vzorem přesnosti a mají velkou hodnotu.
Friedmann publikoval následující práce v hebrejštině:
- Sifre, Vídeň, 1864
- Mechilta, ib. 1870
- Ešet chajil, komentář k Příslovím, ib. 1878
- Pesikta rabati, ib. 1880
- ha-Cijon, racionální interpretace Ezechiela, ib. 1882
- Davar al odot ha-talmud, k otázce, zda lze talmud přesně přeložit, ib. 1885
- Masechet Makot, kritické vydání talmudického traktátu Makot s komentářem, ib. 1888
- Sefer šofetim, poznámky k soudcům, ib. 1891
- Me'ir ajin, komentář k Pesachové hagadě, ib. 1895
- Tana debe Elijahu, ib. 1900[1]

Práce vydané v němčině:
- Worte der Erinnerung, Isaac Noah Mannheimer, ib. 1873
- Die Juden ein Ackerbautreibender Stamm, ib. 1878
- TG Stern, Gedenkrede, ib. 1883
- Zerubabel, německé vysvětlení Izaiáše, ib. 1890
- Worte zur Feier des 100 Jahrigen Geburtstages des Seligen Predigers Jicchaka Noacha Mannheimera, 1893
- Onkelos und 'Akylos, ib. 1896[1]

Od roku 1881 do roku 1886 Friedmann publikoval spolu s Jicchakem Hiršem Weissem měsíčník Bet talmud věnovaný rabínským studiím. Pod pseudonymem „Iš Šalom“ do něj rovněž přispěl množstvím cenných esejů, z nichž nejvýznamnější jsou na téma uspořádání tóry a na knihy Samuelovy.